# Pimprez
Pimprez – miejscowość i gmina we Francji, w regionie Hauts-de-France, w departamencie Oise.
Według danych na rok 1990 gminę zamieszkiwały 632 osoby, a gęstość zaludnienia wynosiła 67 osób/km² (wśród 2293 gmin Pikardii Pimprez plasuje się na 444. miejscu pod względem liczby ludności, natomiast pod względem powierzchni na miejscu 495.).